# هضبة فيمينال

خريطة تخطيطية من روما تعرض هضبات روما السبع و الجدار السرفياني

هضبة فيمينال هي أصغر الهضبات السبع الشهيرة في روما. تشكّل نقطة في شكل الإصبع نحو وسط روما بين هضبة كيرينال إلى الشمال الغربي و هضبة إسكيلين إلى الجنوب الشرقي، وهي موطن دار الأوبرا ومحطة تيرميناي للسكك الحديدية. يوجد في أعلى هضبة فيمينال قصر فيمينالي الذي يستضيف مقر وزارة الداخلية.
وفقا لتيتوس ليفيوس ، أصبح التل الأول جزءاً من مدينة روما، جنباً إلى جنب مع هضبة كيرينال ، في عهد سيرفيوس توليوس ، ملك روما السادس، في القرن السادس قبل الميلاد.